# False Prophets
False Prophets, pubblicato nel 1997, è il secondo EP del gruppo musicale statunitense Mentallo and the Fixer

## Tracce
1. False Prophets (Full frontal Lobotomy Mix) - 5:56
2. Mother of Harlot (Multi National Brain Wash Mix) - 6:31
3. Deluge 2370 B.C.E. (LP Version) - 6:09
4. Mother of Harlot (Temp Crusher Mix) - 8:22